# 欽斯特拉普灣
欽斯特拉普灣（英語：Chinstrap Cove），是南極洲的海灣，位於南設得蘭群島的克拉倫斯島西北岸，處於埃斯卡帕達角東北面6公里，被國際鳥盟列為重點鳥區，是約2萬雙南極企鵝的棲息地，現時由南極條約體系管理。